# Österreichischer Seniorenrat
Der Österreichische Seniorenrat mit Sitz im 15. Wiener Gemeindebezirk ist die gesetzlich anerkannte Interessenvertretung von über 2,3 Millionen Senioren in Österreich. Gesetzliche Grundlage für den Seniorenrat ist das österreichische Bundes-Seniorengesetz. Als Dachverband der großen Pensionisten- und Seniorenorganisationen dient der Seniorenrat als überparteiliches Gesprächsforum für alle Angelegenheiten, die ältere Menschen betreffen. Einzelpersonen ist eine Mitgliedschaft nicht möglich. 
Die Vorsitzführung wird von den beiden Präsidenten Ingrid Korosec und Peter Kostelka jährlich alternierend ausgeübt.